# Leptodactylus riveroi
Leptodactylus riveroi es una especie de ránidos de la familia Leptodactylidae.

## Distribución geográfica
Se encuentra en Brasil, Colombia, Venezuela y, posiblemente también, en Perú.

## Estado de conservación
Se encuentra amenazada de extinción por la pérdida de su hábitat natural.